# Capilla Baroncelli
La capilla Baroncelli se encuentra en el transepto derecho de la basílica de Santa Croce en Florencia. Fue decorada con frescos entre 1328 y 1338 por Taddeo Gaddi. Actualmente es uno de los lugares más visitados en el centro de Italia por los entusiastas del arte y la historia.

## Frescos
El ciclo de frescos representa la Historia de las Vírgenes. En este encargo, Taddeo Gaddi mostró los resultados de las enseñanzas de Giotto, demostrando una gran libertad narrativa en las escenas, con más figuras que las de su maestro. Retoma además la experimentación de la perspectiva consiguiendo un gran ilusionismo, como en la Presentación de las Vírgenes en el templo. Los dos nichos pintado con naturalezas muertas se inspiran en la Capilla Scrovegni.
Taddeo Gaddi fue además autor de los diseños para las ventanas, de los cuatro profetas del exterior y del retablo, el Políptico Baroncelli.

## Otras obras
- Madonna della Cintola, fresco de Sebastiano Mainardi (pared derecha).
- Tumba de la familia Baroncelli, obra de 1327 de Giovanni di Balduccio (pared externa).
- Estatuas del Arcángel Gabriel y la Annunziata, de Giovanni di Balduccio (pilastras).
- Estatua de Madonna con el niño, de 1568 de Vincenzo Danti (dentro de la capilla)

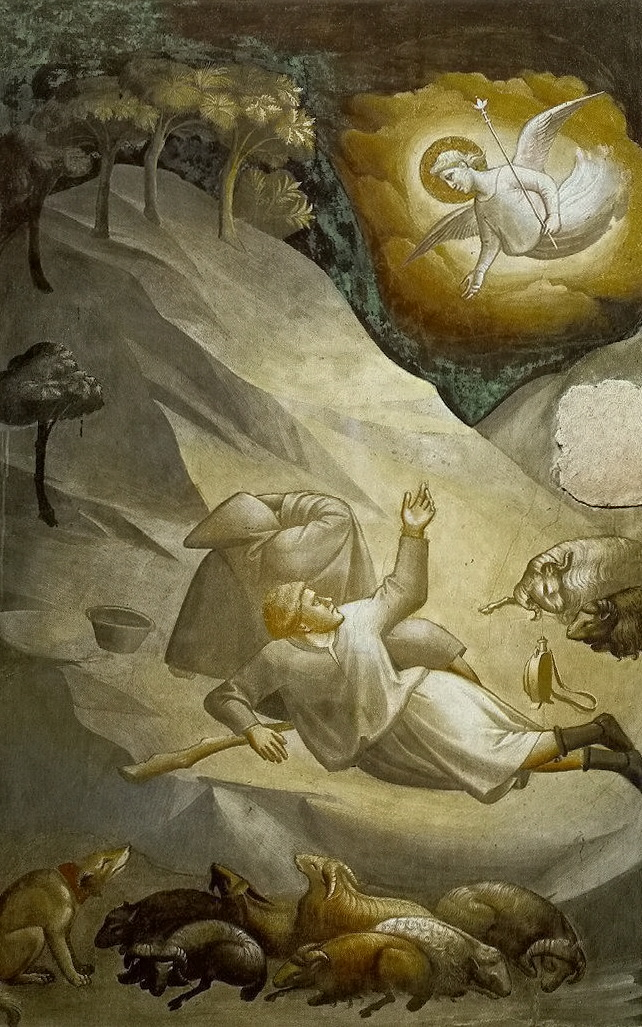
Annuncio ai pastori
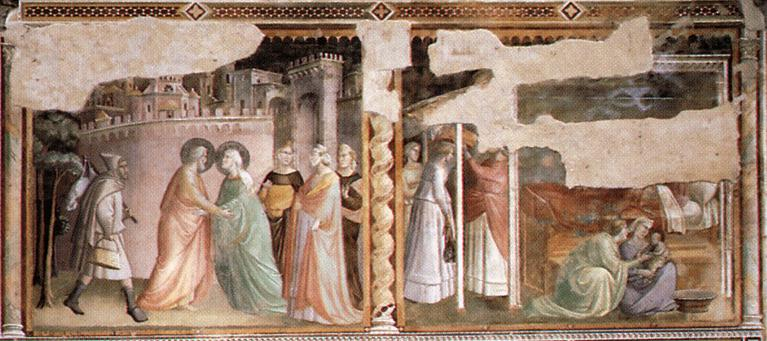
Incontro presso la Porta Aurea y Nascita di Maria
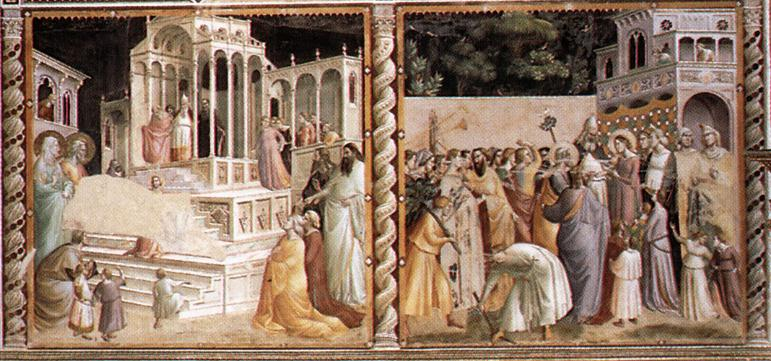
Presentazione della Vergine al tempio y Sposalizio della Vergine
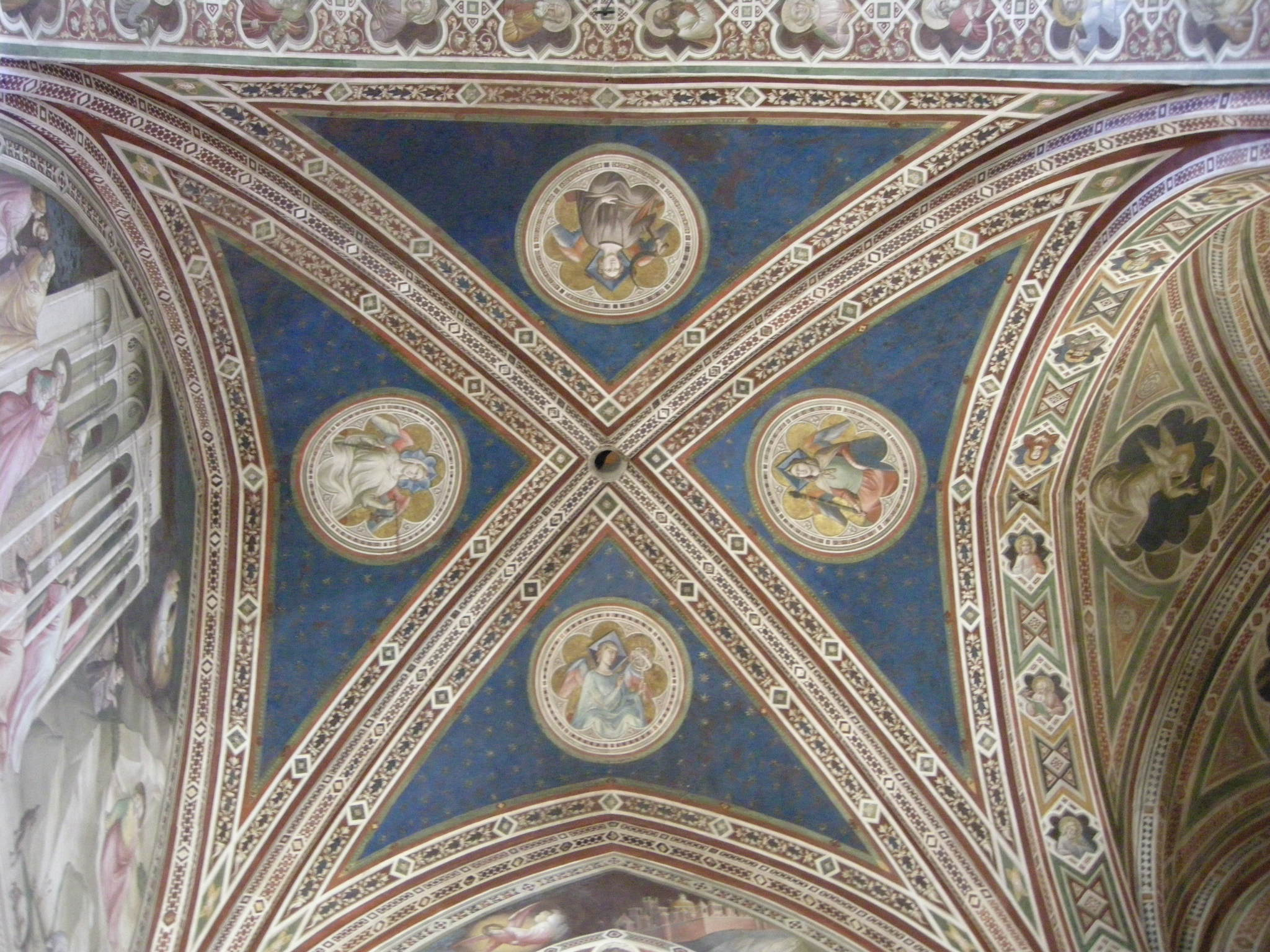
Bóveda

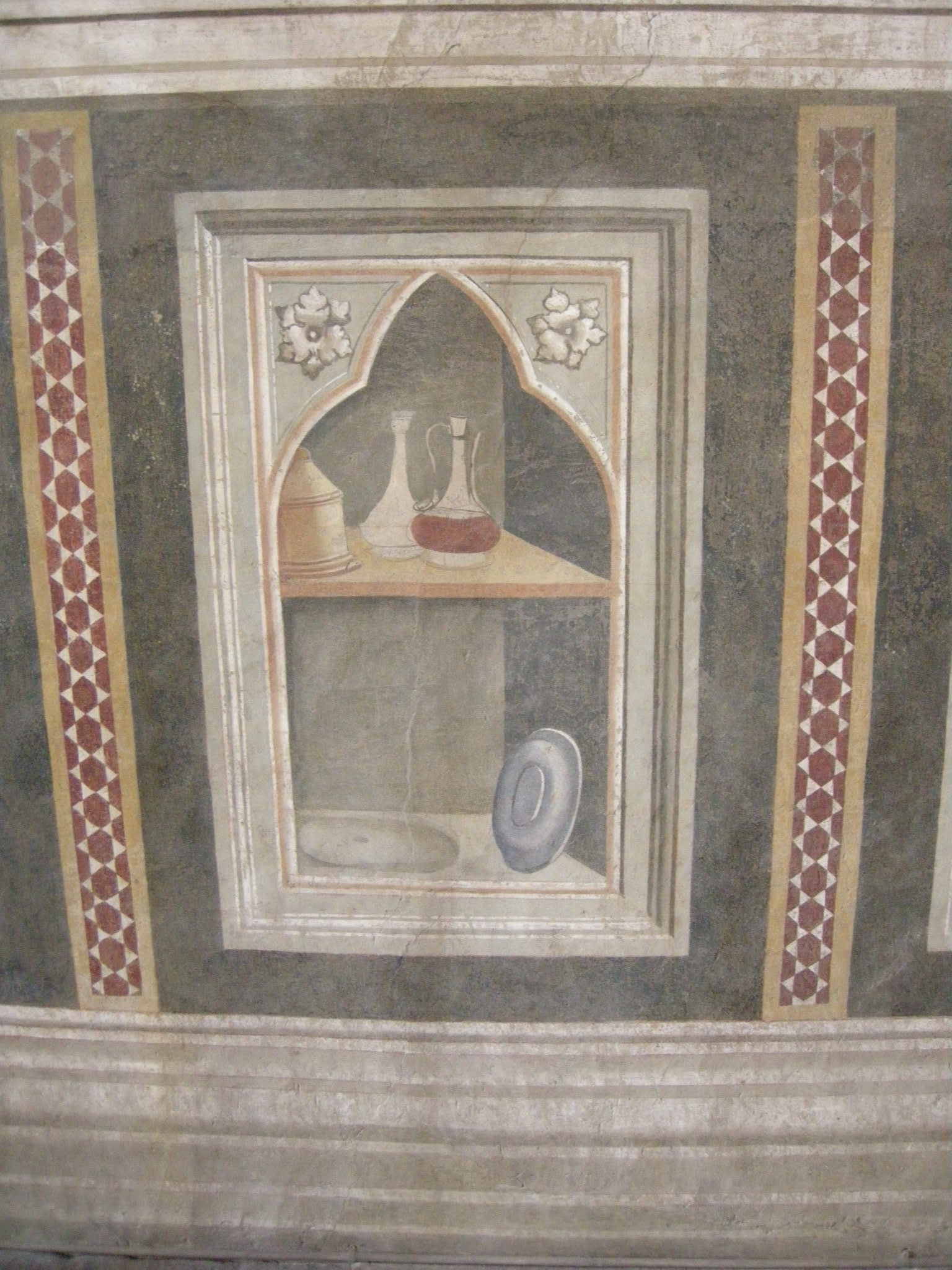
La "nicchia" de Gaddi
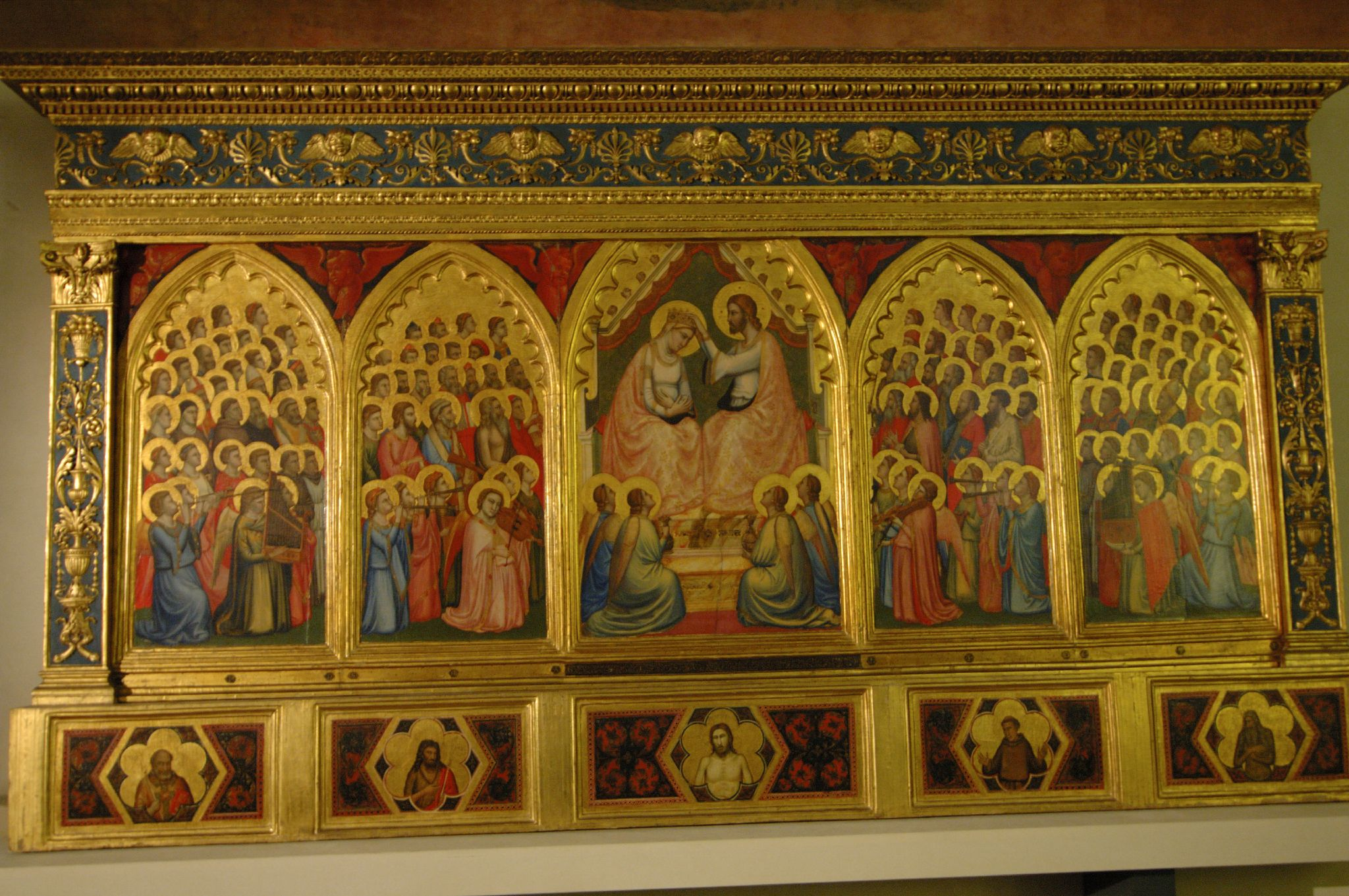
El Poliptico Baroncelli
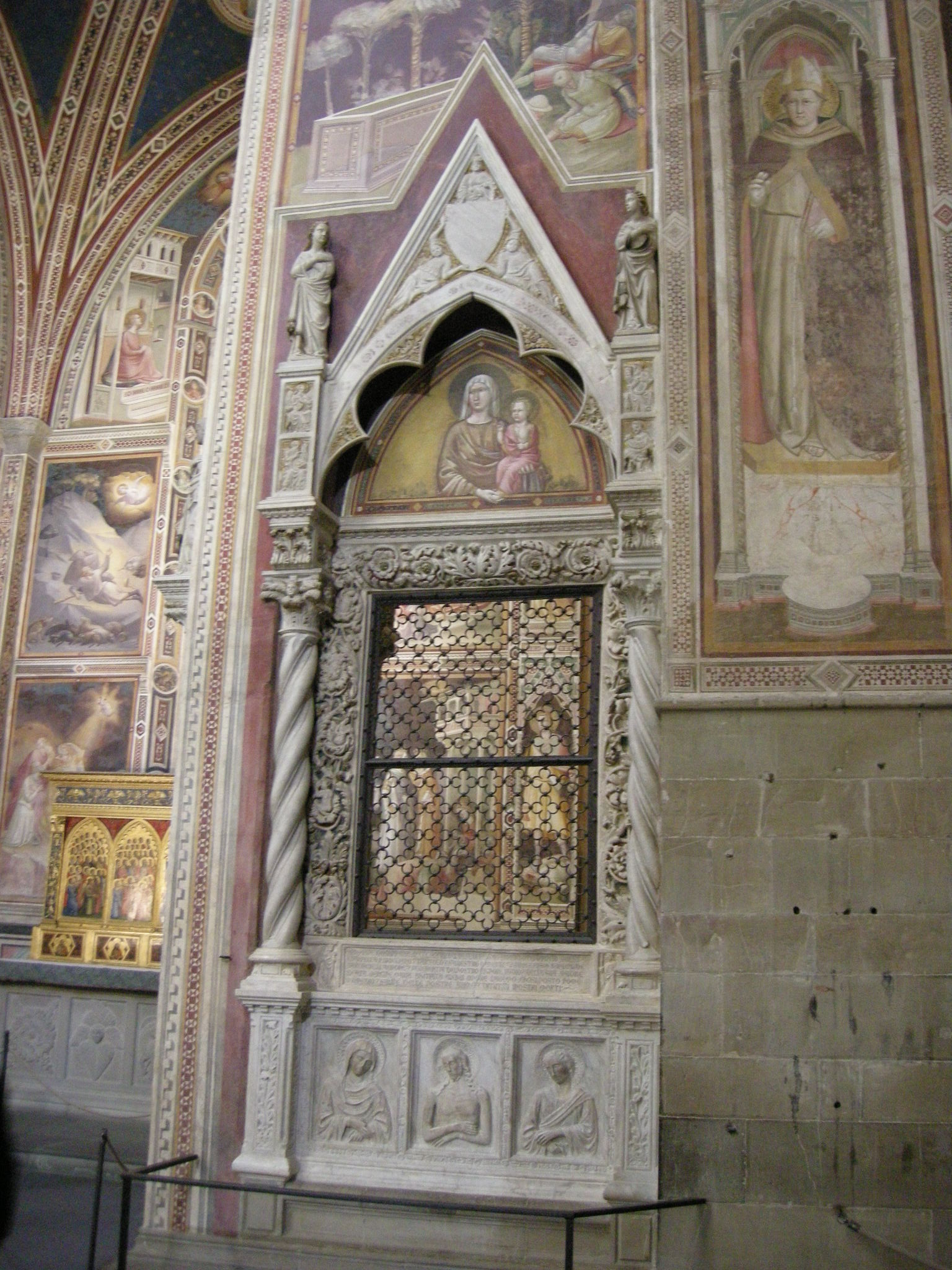
La tumba Baroncelli
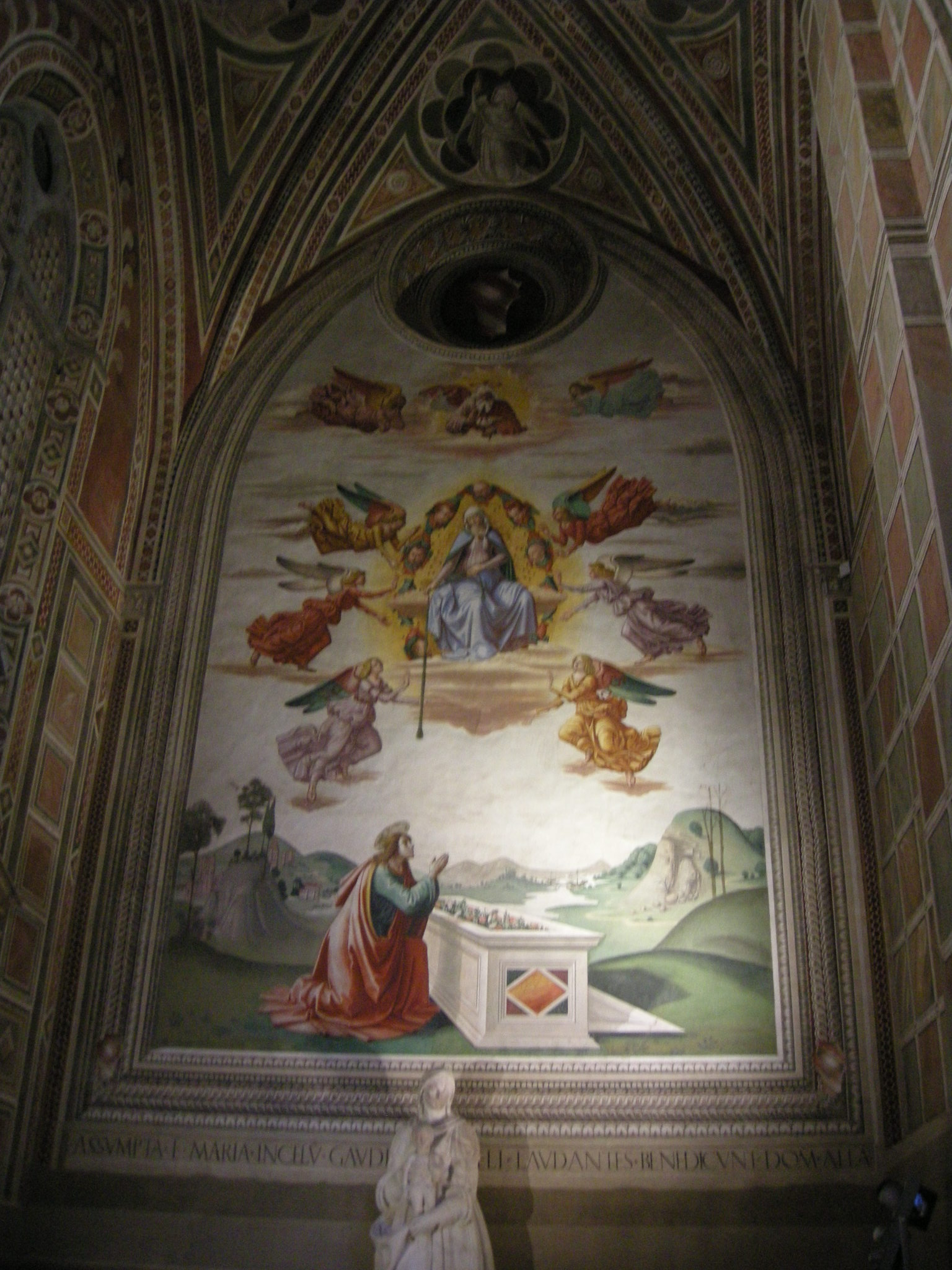
Los frescos de Sebastiano Mainardi
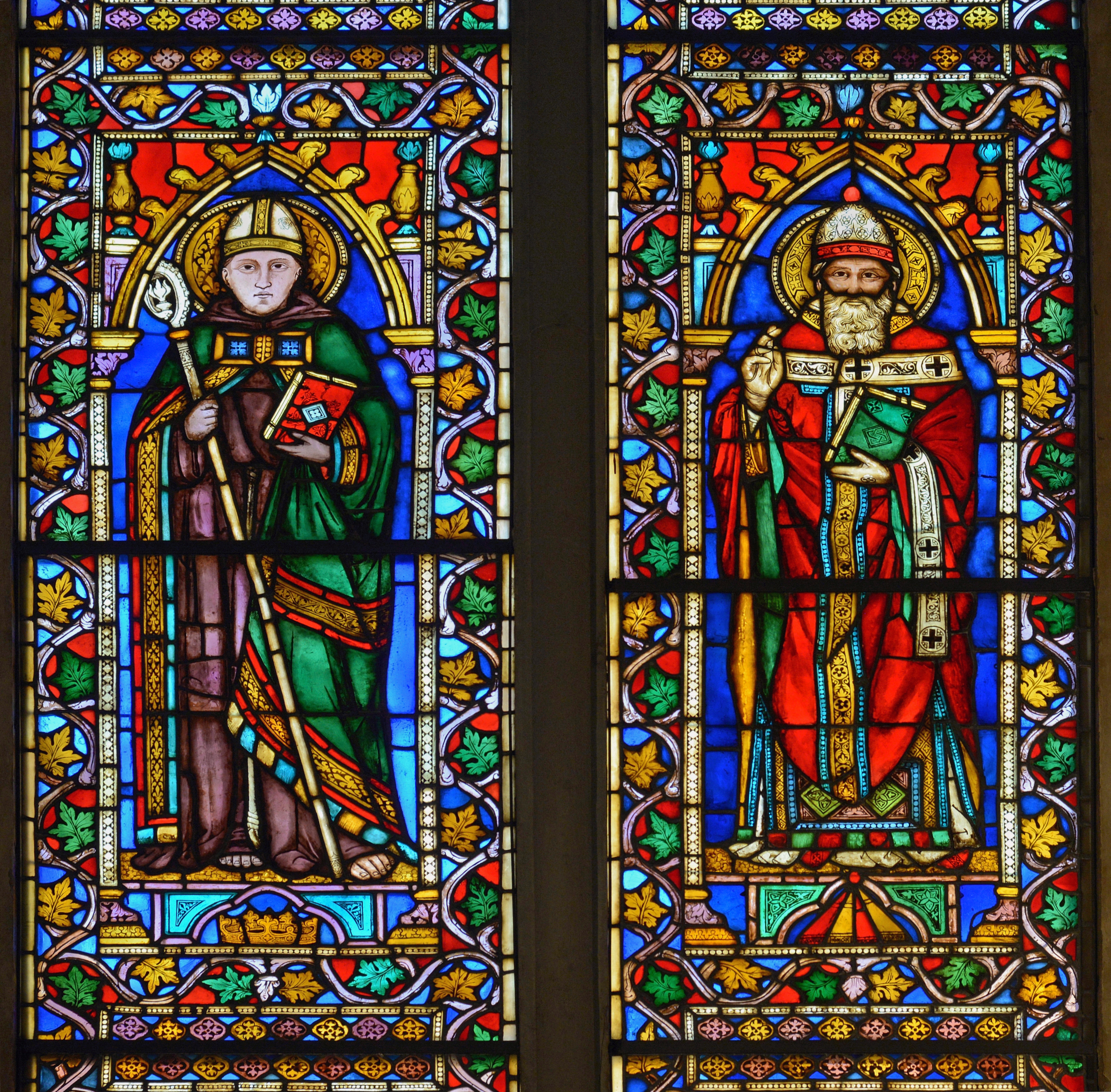
Dos profetas. La parte centrale del vidrio coloreado de Taddeo Gaddi